# Іуда і чорний месія
«Іуда і чорний месія» (англ. Judas and the Black Messiah) — американська біографічна драма 2021 року про зраду Фреда Гемптона (Денієл Калуя), голови іллінойського відділення Партії Чорних пантер в Чикаго наприкінці 1960-х років, інформатором ФБР Вільямом О'Нілом (Лакі Стенфілд). Режисер і продюсер фільму — Шака Кінг.
Прем'єра фільму відбулась 1 лютого 2021 року на кінофестивалі «Санденс». Фільм вийшов 12 лютого одночасно в кінотеатрах і в цифровому форматі на HBO Max. Фільм отримав високу оцінку критиків, які високо оцінили режисуру Кінга й актуальність теми. На 93-й церемонії вручення премії «Оскар» «Юда і чорний месія» отримав 6 номінацій, у тому числі «Кращий фільм», а Калуя і Стенфілд були номіновані в категорії «Найкращий актор другого плану». За свою гру Калуя також завоював премії «Золотий глобус», «Вибір критиків», премію Гільдії кіноакторів і премію BAFTA як «Кращий актор другого плану».

## Сюжет
В кінці 1960-х років 17-річного О'Ніла заарештовують у Чикаго за спробу викрадення машини й видавання себе за федерального офіцера. Спеціальний агент ФБР Рой Мітчелл пропонує зняти звинувачення з О'Ніла, якщо він погодиться працювати на бюро під прикриттям. О'Нілу доручають проникнути в іллінойський осередок партії Чорних пантер (ППП), яку очолює Фред Гемптон.
О'Ніл заводить тісні стосунки з Гемптоном, який займається формуванням альянсів з конкуруючими бандами й групами бойовиків, а також одночасно розширює охоплення населення через програму ППП «Безкоштовний сніданок для дітей». Вміння переконувати й ораторське мистецтво Гемптона в кінцевому підсумку допомагає сформувати коаліцію «Веселка». Гемптон також закохується в Дебору Джонсон, учасницю ППП. О'Ніл починає передавати інформацію Мітчеллу, отримуючи за свої послуги гроші. Коли біглий член ППП Джордж Семс ховається в чиказькому штабі «Чорних пантер», О'Ніл дізнається від Мітчелла, що Семс є інформатором і його присутність у штабі дозволить ФБР отримати ордер на обшук.
Після того, як Гемптона заарештовують і ув'язнюють, О'Ніл просувається по службових сходах і отримує підвищення до начальника служби безпеки. У штабі ППП відбувається перестрілка між поліцією Чикаго і членами ППП., О'Ніл вислизає, а поліція підпалює будівлю. О'Ніл не хоче більше бути інформатором, але Мітчелл ігнорує його думку.
Фільм закінчується архівними записами промов Гемптона, його похоронної процесії й телевізійного інтерв'ю, яке О'Ніл дав телебаченню в 1989 році. У фінальних титрах повідомляється, що О'Ніл був активним членом ППП і інформатором ФБР до початку 70-их. 15 січня 1989 року, в день виходу свого телеінтерв'ю на каналі PBS, О'Ніл покінчив життя самогубством. 1970 року вижилі під час рейду разом з родичами загиблих подали позов на 47,7 млн доларів проти ФБР, поліцейського департаменту Чикаго і прокуратури штату, звинувативши їх в організації вбивства Фреда Гемптона. Після 12 років боротьби за справедливість їм було виплачено 1,85 млн доларів, найбільша на той момент виплата в історії цивільного судочинства США. Сьогодні Фред Гемптон-молодший і його мати є головою і членом правління нової організації чорних пантер Black Panther Party Cubs.

## В ролях
- Лакіт Стенфілд — О'Ніл, інформатор ФБР, що проник в партію Чорних пантер (ППП).
- Денієл Калуя — Фред Гемптон, голова осередку ППП в Чикаго.
- Джессі Племонс — Рой Мітчелл, спеціальний агент ФБР, куратор О'Ніла.
- Домінік Фішбек[en] — Дебора Джонсон, подруга Гемптона і член ППП.
- Ештон Сандерс — Джиммі Палмер, член ППП.
- Елджи Сміт — Джейк Вінтерс, член ППП.
- Даррел Брітт-Гібсон — Боббі Раш, один із засновників осередку ППП в Чикаго.
- Ліл Рел Ховері — Вейн, агент ФБР під прикриттям.
- Домініка Торн — Джуді Хармон, член ППП.
- Мартін Шин — Дж. Едгар Гувер, директор ФБР.
- Амарі Читом — Рід Коллінз, лідер «Корон», вигаданої чиказької банди.
- Кріс Девіс — Стіл, учасник «Корон».
- Йен Дафф — Док Стейчел.
- Калеб Еберхардт — Боб Лі.
- Роберт Лонгстріт — спеціальний агент Карлайл, колега Мітчелла з ФБР.
- Ембер Чардей Робінсон — Бетті Коучмен.
- Ніколас Велес — Хосе Ча-Ча Хіменес, засновник банди «Молоді лорди».
- Терайл Хілл — Джордж Семс, член осередку ППП в Нью-Хейвені.
- Джермейн Фаулер (в титрах не вказаний) — Марк Кларк, член ППП.

## Виробництво
Знімання почали в Клівленді, штат Огайо, 21 жовтня 2019 року. 25 і 26 листопада 2019 року знімання відбувалося у виправній установі штату Огайо в Менсфілді. Через 42 дні виробництво завершилося 19 грудня 2019 року. Крістал Спраг розпочав монтаж фільму в січні 2020 року, незадовго до того, як десятки студій були закриті внаслідок пандемії COVID-19 в Нью-Йорку, що пізніше призвело до того, що члени знімальної групи працювали віддалено під час монтажу. У липні 2020 року було підтверджено назву фільму — «Іуда і чорний месія».

## Критика і відгуки
«Іуда і чорний месія» зібрав 2,5 мільйона доларів у 1 888 кінотеатрах за чотириденний уїк-енд, посівши друге місце за касовими зборами після «Сімейка Крудсів 2: Новосілля». Близько 61 % аудиторії складали афроамериканці й 21 % європеоїди, чоловіки й жінки розділилися порівну, і 75 % були старше 25 років.
Огляд агрегатора Rotten Tomatoes повідомляє, що 96% 323 критиків дали фільму позитивний відгук, із середньою оцінкою 8,3 / 10. Згідно Metacritic, який присвоїв середньозважений бал 86 зі 100 на основі 45 оглядів, фільм отримав загальне визнання».

## Нагороди та номінації
| Нагорода                              | Дата вручення   | Категорія                              | Номінанти та одержувачі                                      | Результат | П.     |
| ------------------------------------- | --------------- | -------------------------------------- | ------------------------------------------------------------ | --------- | ------ |
| Американський інститут кіномистецтва  | 25 січня 2021   | 10 найкращих фільмів                   | «Іуда і чорний месія»                                        | Перемога  | [ 12 ] |
| Національна рада кінокритиків США     | 26 січня 2021   | Десять кращих фільмів                  | «Іуда і чорний месія»                                        | Перемога  | [ 13 ] |
| Золотий глобус                        | 28 лютого 2021  | Кращий актор другого плану — кінофільм | Денієл Калуя                                                 | Перемога  | [ 14 ] |
| Золотий глобус                        | 28 лютого 2021  | Краща пісня                            | «Fight for You» (D Mile, H. E. R., Tiara Thomas)             | Номінація | [ 14 ] |
| Вибір критиків                        | 7 березня 2021  | Кращий актор другого плану             | Денієл Калуя                                                 | Перемога  | [ 15 ] |
| Вибір критиків                        | 7 березня 2021  | Кращий акторський ансамбль             | «Іуда і чорний месія»                                        | Номінація | [ 15 ] |
| Премія Гільдії сценаристів США        | 21 березня 2021 | Кращий оригінальний сценарій           | Вілл Берсон, Шака Кінг, Кенні і Кейт Лукас                   | Номінація | [ 16 ] |
| Премія Гільдії продюсерів США         | 24 березня 2021 | Кращий продюсер фільму                 | Чарльз Д. Кінг, Райан Куглер і Шака Кінг                     | Номінація | [ 17 ] |
| Премія Гільдії кіноакторів США        | 4 квітня 2021   | Кращий актор другого плану             | Денієл Калуя                                                 | Перемога  | [ 18 ] |
| BAFTA                                 | 11 квітня 2021  | Кращий актор другого плану             | Денієл Калуя                                                 | Перемога  | [ 19 ] |
| BAFTA                                 | 11 квітня 2021  | Краща актриса другого плану            | Домінік Фішбек                                               | Номінація | [ 19 ] |
| BAFTA                                 | 11 квітня 2021  | Краща операторська робота              | Шон Боббітт                                                  | Номінація | [ 19 ] |
| BAFTA                                 | 11 квітня 2021  | Кращий кастинг                         | Алекса Л. Фогел                                              | Номінація | [ 19 ] |
| Премія Гільдії художників по костюмах | 13 квітня 2021  | Кращі костюми в історичному фільмі     | Шарліз Антуанетт Джонс                                       | Номінація | [ 20 ] |
| Оскар                                 | 25 квітня 2021  | Кращий фільм                           | Шака Кінг Чарльз Д. Кінг і Райан Куглер                      | Номінація | [ 21 ] |
| Оскар                                 | 25 квітня 2021  | Кращий актор другого плану             | Деніл Калуя                                                  | Перемога  | [ 21 ] |
| Оскар                                 | 25 квітня 2021  | Кращий актор другого плану             | Лакіт Стенфілд                                               | Номінація | [ 21 ] |
| Оскар                                 | 25 квітня 2021  | Кращий оригінальний сценарій           | Вілл Берсон, Шака Кінг, Кенні Лукас і Кіт Лукас              | Номінація | [ 21 ] |
| Оскар                                 | 25 квітня 2021  | Краща операторська робота              | Шон Боббітт                                                  | Номінація | [ 21 ] |
| Оскар                                 | 25 квітня 2021  | Найкраща пісня до фільму               | H. E. R., Dernst Emile II, Tiara Thomas (за «Fight for You») | Перемога  | [ 21 ] |